# Neusäß
Neusäß là một đô thị trong huyện Augsburg, Bavaria, Đức. Đô thị này nằm bên sông Schmutter và giáp thành phố Augsburg. Dân số cuối năm 2006 là 21.750 người.

## Các khu phố
- Alt-Neusäß
- Hainhofen
- Hamel
- Westheim
- Schlipsheim
- Täfertingen
- Ottmarshausen
- Steppach

Neusaess là kết quả của việc hợp nhất 8 làng vào năm 1972 và 1977 để tránh bị sáp nhập vào thành phố Augsburg.
Đô thị này có các công trình nổi bật:

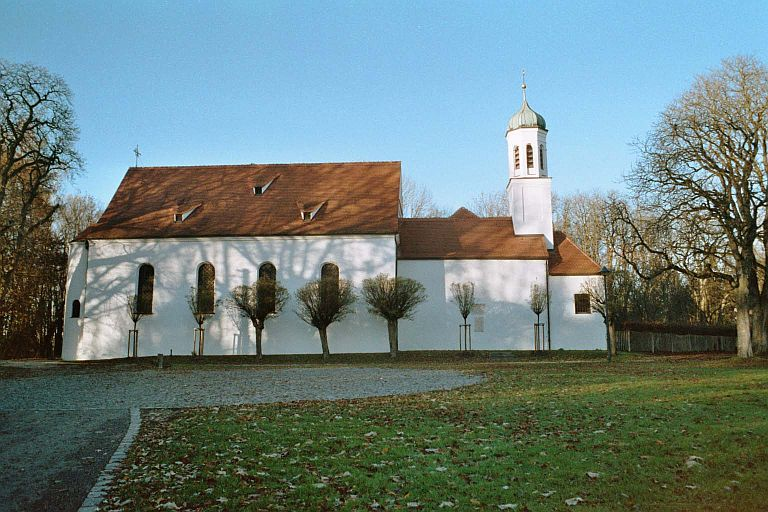
Die Wallfahrtskirche Maria Loreto auf dem Kobel

- Pilgrimage church Maria Loreto on the Kobel (Westheim)
- Schloss Hainhofen
- Schloss Hamel
- Bismarckturm (Steppach)
- Titania hot springs
- Schmutter